# Jorge Esteban Cáceres Monié
Jorge Esteban Cáceres Monié (Paraná, Entre Ríos; 14 de abril de 1917 - arroyo Las Conchas, Entre Ríos; 3 de diciembre de 1975) fue un militar argentino, perteneciente al Ejército, teniente general (póstumo), comandante del II Cuerpo de Ejército y jefe de la Policía Federal durante la dictadura militar autodenominada «Revolución Argentina». Fue víctima de homicidio junto a su esposa por un ataque de Montoneros. Era hermano de José Rafael Cáceres Monié, ministro de Defensa (1969-1972).

## Biografía
Ingresó al Colegio Militar de la Nación, egresando como subteniente del arma de caballería. En 1952 integró el equipo argentino que compitió en las Olimpíadas de Helsinski en la especialidad de pentatlón moderno que logró el octavo puesto con 355 puntos, en la prueba masculina por equipos. Poseía el título de oficial de Estado Mayor.
Con grado de coronel, entre 1958 y 1960, fue jefe del Regimiento de Granaderos a Caballo "General San Martín".
En 1963 fue comandante de la Brigada de Caballería Blindada "A" con asiento en Tandil, y con posteridad, fue ascendido a inspector de Caballería y director del Centro de Instrucción de Caballería en Campo de Mayo. En 1964 tuvo el honor de ser el primer comandante de la I Brigada de Caballería Blindada con asiento en Tandil, creada en reemplazo de la 1.ª División de Caballería Blindada.
El 8 de junio de 1970 ―durante el interludio de la Junta de Comandantes formada por el general Lanusse― fue designado jefe de la Policía Federal Argentina.
El 22 de marzo de 1971 el dictador Roberto Marcelo Levingston, advirtió que carecía de apoyo para permanecer en el cargo y dispuso el retiro del servicio activo del general Alejandro Agustín Lanusse, que presidía la Junta Militar y su reemplazo en forma interina en el Comando en Jefe del Ejército por el general Cáceres Monié, que en ese momento era el segundo más antiguo general de brigada y jefe de la Policía Federal, de quien supuso que lo apoyaría. El general de división Alcides López Aufranc y otros comandantes anunciaron que no aceptaban el relevo de Lanusse y Cáceres Monié ―luego de saber que ni el almirante Pedro Gnavi ni el brigadier general Carlos Alberto Rey habían firmado decreto alguno relevando a Lanusse― anunció que había asumido el cargo solo para reponer en su cargo a su antecesor, en clara desautorización a la orden presidencial. A medianoche el Ejército resolvió la destitución de Levingston, quien poco antes de las tres de la mañana presentó su renuncia.
En abril de 1971, cuando era jefe de la Policía Federal, Cáceres Monié participó en un operativo que proporcionó un pasaporte falso al coronel Francisco Cornicelli para que viajara en secreto a Madrid a entrevistarse como enviado de Lanusse con el expresidente Juan Domingo Perón, que permanecía exiliado desde 1955.
El 10 de abril de 1972 dejó la Policía Federal y quedó destinado como comandante del II Cuerpo de Ejército de Rosario, después de la muerte del general de división Juan Carlos Sánchez por una fracción guerrillera en las calles de Rosario. Fue sustituido en la jefatura de la Policía Federal por el general de brigada Alberto Cáceres. El 21 de septiembre de 1972 pasó a retiro voluntario.
Recibió la condecoración Orden Nacional al Mérito en el grado de «gran oficial», del gobierno del dictador Alfredo Stroessner (en Paraguay), la «Estrella al Mérito Militar» del gobierno de Chile y la «Gran Estrella al Mérito Militar» otorgada por el Ministerio de Defensa de Chile.

## Asesinato
El 3 de diciembre de 1975, un comando de Montoneros lo asesinó junto con su esposa Beatriz Sasiaín cuando atravesaba en balsa el arroyo Las Conchas, Entre Ríos. El episodio se reproduce en la película Operación México, atribuido al oficial mayor montonero Edgar Tulio Valenzuela.

## Vida privada
Estaba casado con Beatriz Isabel Sasiaín, con quien tenía un hijo. Vivían en un chalet de Villa Urquiza, a orillas del río Paraná y unos 30 kilómetros al norte de la ciudad de Paraná.
Su hermano, José Rafael Cáceres Monié (1918-2008) ―a pesar de haber estado vinculado con el frondizismo― fue ministro de Defensa durante las dictaduras de Juan Carlos Onganía, Marcelo Levingston y Alejandro Agustín Lanusse.